# Armeniskspråkiga Wikipedia
Armeniskspråkiga Wikipedia (Վիքիպեդիա, Vīkīpedyā, eller Վիքիպեդիա Ազատ հանրագիտարան, Wīkīpedyā Azat Hanragitaran) är den armeniskspråkiga upplagan av Wikipedia. Den grundades februari 2003. Den har för närvarande 319 903 artiklar.

## Historik

### Allmän utveckling
Armeniskspråkiga Wikipedia startade 2003 men var de första åren av blygsam storlek. Först juli 2006 uppnåddes 1 000 artiklar, och så sent som december 2011 fanns "endast" 17 000 artiklar. December 2012 påbörjades dock automatiserat artikelskapande med boten GeneratorBot, som fram till juni 2014 producerat mer än 55 000 artiklar.
Sedan 2010 har mängden aktiva skribenter på armeniskspråkiga Wikipedia ökat från ett 40-tal per månad till cirka 150 (baserat på minst fem redigeringar per månad). Under samma tid har antalet sidvisningar av uppslagsverket ökat från 1 till över 3 miljoner per månad.

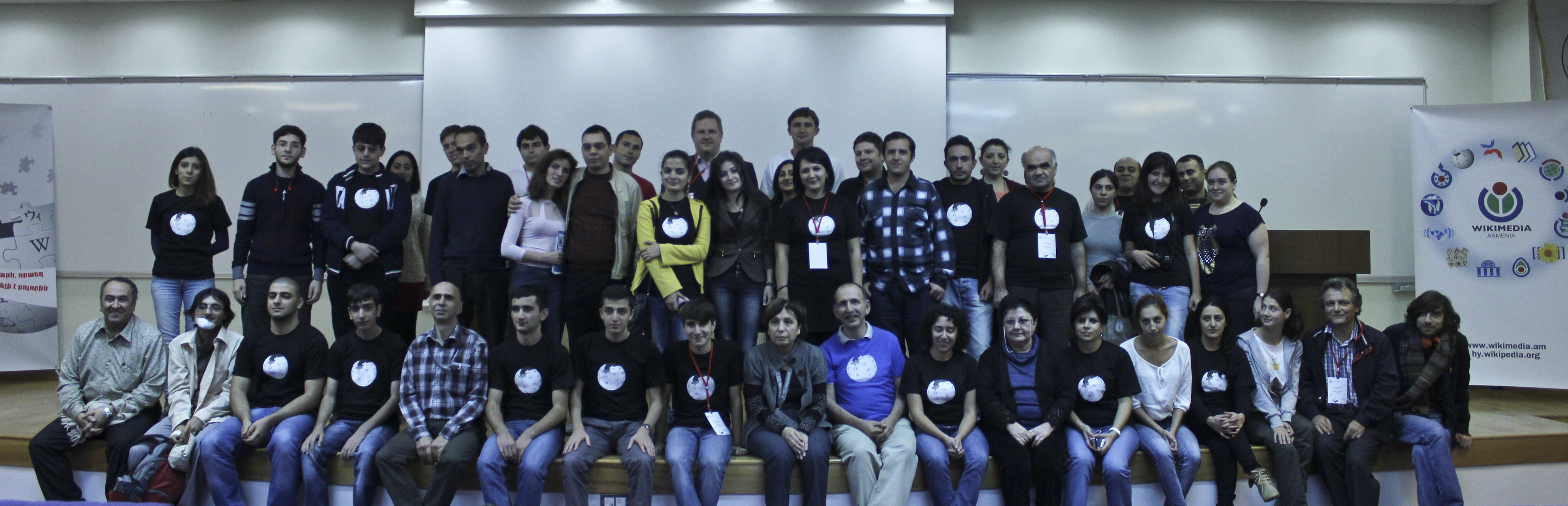
2013 års Wikikonferens i Jerevan sammanföll med en tillväxtperiod för armeniskspråkiga Wikipedia.

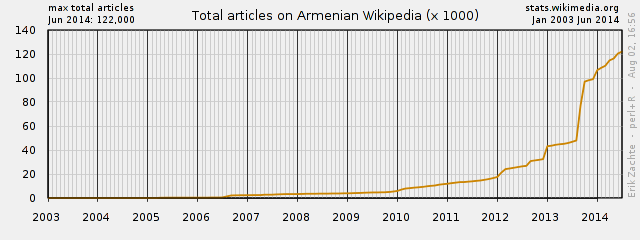
Utvecklingen i antal artiklar från 2003 och fram till juni 2014.

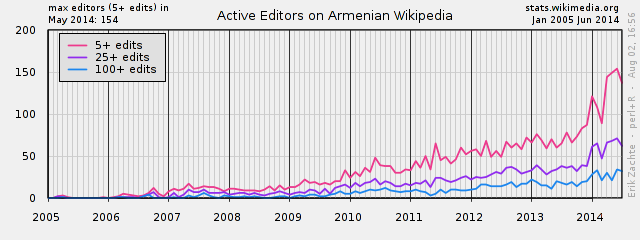
Utvecklingen i antal aktiva skribenter från 2003 och fram till juni 2014.

### Nationell kampanj
24 mars 2014 lanserade armeniskspråkiga Wikipedia och TV-programmet Մարդկային գործոն ('Mänskliga faktorn') gemensamt kampanjen "En armenier, en artikel". Denna kampanj, som kommer att pågå under ett års tid, siktar till att både höja kvaliteten på uppslagsverket och att utöka mängden artiklar. Dessutom vill man engagera fler i det armeniska samhället i skapandet av uppslagsverket, som under senare år utvecklats till en av de viktigaste informationskällorna på det armeniska språket.
Olika möten med vetenskapsmän och representanter för olika konstarter har arrangerats, för att få dem att lära känna wiki-kulturen och tekniken bakom skrivandet. Bland annat har landets försvarsminister skrivit om Armeniens armé, och även utbildningsminister Armen Ashotyan har engagerat sig i kampanjen.
Information om kampanjen har spridits vidare inom landet genom olika nyhetsbyråer. Den har även spridits av internationella medier.
Mars 2014 – månaden som kampanjen utlystes – ökade mängden redigeringar på uppslagsverket med 160 procent.

## Språk
Den språkvariant som används mest i uppslagsverket är den östarmeniska varianten. Däremot tillåts även artiklar skrivna på västarmeniska, vilket mest används av tidigare utvandrade armenier.

## Källhänvisningar
Den här artikeln är helt eller delvis baserad på material från engelskspråkiga Wikipedia, 3 augusti 2014.
1. ↑  Wikipedia Statistics: Creation history / Accomplishments
2. 1 2 3  "Wikipedia Statistics Armenian". Stats.wikimedia.org, 2014-07-13. Läst 6 augusti 2014. (engelska)
3. ↑  ”Armenian Wikipedia at a glance June 2014” (på engelska). Stats.wikimedia.org. Arkiverad från originalet den 12 oktober 2014. https://web.archive.org/web/20141012035308/https://stats.wikimedia.org/EN/SummaryHY.htm. Läst 6 augusti 2014.
4. 1 2  NewsFromElsewhere (2014-07-31): "Armenia: Citizens urged to write Wikipedia entry each". Bbc.com. Läst 6 augusti 2014. (engelska)
5. ↑  Մեկնարկեց «Մեկ հայ, մեկ հոդված» համահայկական նախագիծը (armeniska)
6. ↑  Арменпресс присоединяется к инициативе «Один армянин, одна статья в Википедии» (ryska)
7. ↑  "Main Page". Armeniapedia.org. Läst 6 augusti 2014. (engelska)